# Millettia lacus-alberti
Millettia lacus-alberti är en ärtväxtart som beskrevs av Jan Bevington Gillett. Millettia lacus-alberti ingår i släktet Millettia och familjen ärtväxter. IUCN kategoriserar arten globalt som sårbar. Inga underarter finns listade i Catalogue of Life.